# Ла-Е-дю-Пюї
Ла-Е-дю-Пюї́ (фр. La Haye-du-Puits) — колишній муніципалітет у Франції, у регіоні Нормандія, департамент Манш. Населення — 1647 осіб (2011).
Муніципалітет був розташований на відстані близько 290 км на захід від Парижа, 90 км на захід від Кана, 39 км на північний захід від Сен-Ло.

## Історія
До 2015 року муніципалітет перебував у складі регіону Нижня Нормандія. Від 1 січня 2016 року належав до нового об'єднаного регіону Нормандія.
1 січня 2016 року Ла-Е-дю-Пюї, Бодревіль, Больвіль, Глатіньї, Мобек, Монгардон, Сен-Ремі-де-Ланд, Сен-Семфор'ян-ле-Валуа i Сюрвіль було об'єднано в новий муніципалітет Ла-Е.

## Демографія
Динаміка населення (EHESS і Insee ):
Розподіл населення за віком та статтю (2006):
| Стать | Всього | До 15 років | 15-24 | 25-44 | 45-64 | 65-85 | Понад 85 |
| --- | ------ | ----------- | ----- | ----- | ----- | ----- | -------- |
| Чоловіки | 782    | 145         | 86    | 218   | 164   | 165   | 4        |
| Жінки | 978    | 180         | 106   | 223   | 195   | 250   | 24       |
| \| Статево-вікова піраміда \| Статево-вікова піраміда \| Статево-вікова піраміда \| \| ----------------------- \| ----------------------- \| ----------------------- \| \| Чоловіки \| Вік \| Жінки \| \| 4 \| 85 + \| 24 \| \| 20 \| 80-84 \| 31 \| \| 51 \| 75-79 \| 90 \| \| 31 \| 70-74 \| 70 \| \| 63 \| 65-69 \| 59 \| \| 35 \| 60-64 \| 39 \| \| 23 \| 55-59 \| 43 \| \| 55 \| 50-54 \| 31 \| \| 51 \| 45-49 \| 82 \| \| 70 \| 40-44 \| 90 \| \| 55 \| 35-39 \| 43 \| \| 27 \| 30-34 \| 43 \| \| 66 \| 25-29 \| 47 \| \| 43 \| 20-24 \| 55 \| \| 43 \| 15-20 \| 51 \| \| 51 \| 10-14 \| 82 \| \| 55 \| 5-9 \| 59 \| \| 39 \| 0-4 \| 39 \| |        |             |       |       |       |       |          |
| Статево-вікова піраміда |        |             |       |       |       |       |          |
| Чоловіки | Вік    | Жінки       |       |       |       |       |          |
| 4 | 85 +   | 24          |       |       |       |       |          |
| 20 | 80-84  | 31          |       |       |       |       |          |
| 51 | 75-79  | 90          |       |       |       |       |          |
| 31 | 70-74  | 70          |       |       |       |       |          |
| 63 | 65-69  | 59          |       |       |       |       |          |
| 35 | 60-64  | 39          |       |       |       |       |          |
| 23 | 55-59  | 43          |       |       |       |       |          |
| 55 | 50-54  | 31          |       |       |       |       |          |
| 51 | 45-49  | 82          |       |       |       |       |          |
| 70 | 40-44  | 90          |       |       |       |       |          |
| 55 | 35-39  | 43          |       |       |       |       |          |
| 27 | 30-34  | 43          |       |       |       |       |          |
| 66 | 25-29  | 47          |       |       |       |       |          |
| 43 | 20-24  | 55          |       |       |       |       |          |
| 43 | 15-20  | 51          |       |       |       |       |          |
| 51 | 10-14  | 82          |       |       |       |       |          |
| 55 | 5-9    | 59          |       |       |       |       |          |
| 39 | 0-4    | 39          |       |       |       |       |          |

## Економіка
2010 року серед 928 осіб працездатного віку (15—64 років) 602 були активними, 326 — неактивними (показник активності 64,9%, у 1999 році було 68,2%). З 602 активних мешканців працювало 506 осіб (277 чоловіків та 229 жінок), безробітними було 96 (45 чоловіків та 51 жінка). Серед 326 неактивних 75 осіб було учнями чи студентами, 108 — пенсіонерами, 143 були неактивними з інших причин.

У 2010 році в муніципалітеті числилось 788 оподаткованих домогосподарств, у яких проживали 1566,5 особи, медіана доходів виносила 14 433 євро на одного особоспоживача